# Igor Tudor
Igor »Tušo« Tudor , hrvaški nogometaš in trener, * 16. april 1978,  Split , Jugoslavija.
Nekdanji hrvaški reprezentant, ki je devet let igral za Juventus, enega največjih klubov sveta med letoma 1998 in 2007. Na apeninskem polotoku je odigral 149 tekem in zabil 17 golov. Igral je tudi na SP 1998 v Franciji in osvojil bronasto medaljo. Svoj debi v dresu »ognjenih« je imel 15. novembra 1997, ko je Hrvaška remizirala (1-1) z Ukrajino v kvalifikacijah za SP 1998.